# Pasul Neteda
Pasul Neteda (sau Pasul Strâmbului) este o trecătoare situată în Carpații Orientali la altitudinea de 1072 m (1058 m după alte surse), între Munții Gutâi (aflați la vest) și Munții Lăpușului (aflați la est). Pasul face legătura dintre Depresiunea Maramureșului situată la nord și Depresiunea Baia Mare, situată la sud-vest, mai precis între subcomponentele acestora: Depresiunea Mara-Budești și Depresiunea Cavnic.

## Elemente de geologie
Conform lui Grigore Posea, apariția înșeuării Neteda ar putea fi efectul existenței în trecut a unui râu maramureșean care curgea spre sud, mai înainte de a se fi înălțat lanțul muntos și de a se fi format Depresiunea Maramureș.

## Date geografice
Trecătoarea este străbătută de DJ109F pe porțiunea dintre Budești (aflat la nord) și Cavnic (aflat la sud). Se află între vârful Dealului (1111 m) – situat la vest și un alt vârf montan de 1092 m – situat la est. Ascensiunea se face dinspre sud și sud-vest de pe valea Cavnic și de la nord de pe valea Șteda.
În apropiere se află trecătorile Cavnic (Rotunda) la sud, Gutâi la vest-nord-vest și Botiza la est.

## Oportunități turistice de vecinătate
- Stâncile „Trei Apostoli” – spre vârful Gutinul Mic[2]
- Panta „antigravitațională” Cavnic-Budești – iluzie optică asociată cu faptul că obiectele par a se mișca antigravitațional, spre Budești (spre care însă coboară panta reală)[9]
- Ruinele de la Logolda[2] – ruine ale unei topitorii pentru aur, deschise în 1862 de către o societate engleză
- Cascada Izvor[2] (Piciorul Calului) –  situată în zona minei și topitoriei de aur Logolda, pe cursul unui pârâu care izvorăște dintr-o fostă galerie minieră